# Крайцери скаути тип „Сентинел“
Сентинел (на английски: Sentinel) са серия крайцери скаути на Британския Кралски флот, подклас крайцери на бронепалубните крайцери, построени през 1900-те г. на 20 век. Проектът представлява развитие на крайцерите 3-ти ранг от типа „Топаз“ и са първите британски крайцери скаути. Всичко от проекта са построени 2 единици: „Сентинел“ (на английски: HMS Sentinel) и „Скирмишър“ (на английски: HMS Skirmisher). Те са част от по-голяма поръчка на осем крайцера скаута, разделена на четири подизпълнителя, всеки от които разработва свой оригинален проект, но вмествайки се в общата рамка на Адмиралтейството: ход – 25 възела, 10х76 mm и 8х47 mm оръдия, два торпедни апарата.

## Проектиране
Построяването в Германия, по поръчка на руското Адмиралтейство на първия в света 25 възлов крайцер „Новик“, хвърля ръкавицата на английското Адмиралтейство.
Произфодът на тези крайцери произлиза от относително големите и мореходни разрушители тип „Ривер“. Също така е несъмненно влияниета и на „гигантския миноносец“, така в британската преса наричат руския „Новик“.
Едва четири години по-късно англичаните създават аналогичен крайцер, който е типа „Сентинел“, имащ малко по-малка водоизместимост, по-голяма издълженост на корпуса, много по-малка бронезащита, по-малко въоръжение и съществено по-малка далечина на плаване. Сравнителното съпоставяне на ТТХ са в полза на „Новик“, в значителна степен обусловено от по-икономичните му двигатели.

## Конструкция
В британския флот се появява нов подклас на крайцерите от 3-ти ранг – т.нар. „скаути“ („разузнавачи“ – Scout Cruisers). Тези леки, бързоходни кораби са проектирани от конструкторските бюра на водещи английски корабостроителници, специализирани в строежа на разрушители, построени са от самите тях, а след това трябва да действат съвместно със същите тези разрушители, изпълявайки функциите на лидери на флотилии. Главното достойнство на скаутите са високата скорост до 25 възела, благодарение на мощната силова установка, в състава в която влизат до 20 парни котли и бутални машини с тройно разширение. На първо време това е достатъчно.
По същество, британските крайцери скаути представляват бронепалубни разрушители с увеличена водоизместимост и с двигателни установки с мощност до 18 000 к.с., работещи на въглища.
Обаче към 1912 г., в резултат на развитието на разрушителите, възниква ситуация, че вече построените крайцери скаути не отговарят на предявените към тях изисквания. Новите британски разрушители от типовете Acheron, Acasta или Laforey, с водоизместимост 1000 – 1300 t, уверено поддържат в открито море ход около 28 възела и скаутите със своите 25 просто не могат да настигнат своите подопечни. Освен това, сега те могат да поддържат водимите от тях миноносни флотилии по скоро с количество на оръдията, отколкото с калибъра им, поради това, че четиридюймовките (с които са превъоръжени скаутите) вече са част от въоръжението на самите разрушители.

### Силова установка
Две трицилиндрови парни машини с тройно разширение. Пълен запас въглища: 410 дълги тона. Далечина на плаване на 10 възела ход – 2460 морски мили.

### Въоръжение
За ралика от своя прототип имат по-слабо въоръжение от 10 тридюймови оръдия. В периода 1911 – 1912 г. са превъоръжени с 9 102 mm оръдия Mk IV с 31-фунтови (14,06 кг) снаряди с начална скорост от 722 м/с. Вече крайцерите са въоръжени с по-далекобойни и мощни оръдия, отколкото крайцерите от типа P. След превъоръжаването им теглото на въоръжението нараства примерно с 15 тона.

## История на службата
- HMS Sentinel – заложен на 8 юни 1904 г., спуснат на вода на 19 април 1904 г., в строй от април 1905 г.
- HMS Skirmisher – заложен на 8 януари 1904 г., спуснат на вода на 29 юли 1904 г., в строй от юли 1905 г.[4]

„Сентинел“ в началото на войната е лидер на 8-а флотилия разрушители (Фърт оф Форт). „Скирмишър“ е лидер на 7-а флотилия разрушители, базирана в устието на Хамбър.
През 1915 г. са преведени в 6-а ескадра крайцери и прекласифицирани на леки крайцери.
| Заложен              | Водоизместимост | Д/Ш/Г (m)        | Броня, (mm)   | Мощност на ГЕУ | Скорост | Далечина / запас въглища (тона) | Въоръжение                                                                          | Бележки                           |
| -------------------- | --------------- | ---------------- | ------------- | -------------- | ------- | ------------------------------- | ----------------------------------------------------------------------------------- | --------------------------------- |
| „Новик“ (1900 г.)    | 3080 t          | 109,86×12,2×5,03 | палуба: 50÷75 | ПМ 17000 к.с.  | 25 въз. | 3600 мили (10 въз.)/360         | 6×1 – 120 mm; 6×1 – 47 mm; 5×1 – 381 mm ТА                                          | крайцер от 2-ри, „корветски“ ранг |
| „Сентинел“ (1904 г.) | 2880 t          | 116,1×12,19×4,27 | палуба: 16÷38 | ПМ 17000 к.с.  | 25 въз. | 2460 мили (10 въз.)/410         | 10×1 – 76,2 mm; 8×1 – 47 mm; (от 1911 г. 9×1 – 102 mm; 6×1 – 57 mm) 2×1 – 457 mm ТА | крайцер 3-ти ранг.                |